# Hiroshima (thành phố)
Thành phố Hiroshima (広島市 (Quảng Đảo thị) Hiroshima-shi) là thủ phủ của tỉnh Hiroshima và là một thành phố quốc gia Nhật Bản. Đây là thành phố lớn nhất của Vùng Chūgoku ở phía Tây đảo Honshu. Tuy nhiên, khu vực đô thị Hiroshima là khu vực đô thị lớn thứ hai tại vùng Chūgoku Nhật Bản, xếp sau khu vực đô thị Okayama. Hiroshima được công nhận là thành phố ngày 1 tháng 4 năm 1889.
Thành phố này nổi tiếng thế giới vì Vụ ném bom nguyên tử tại Hiroshima và Nagasaki trong Thế chiến thứ hai.

## Lịch sử
Hiroshima được thành lập năm 1589, bên bờ biển Seto Naikai, và trở thành trung tâm đô thị chính trong thời kỳ Minh Trị. Thành phố tọa lạc trên một vùng đồng bằng châu thổ rộng lớn, bằng phẳng của sông Ota với sáu con kênh chia thành phố làm 6 hòn đảo nhô ra Vịnh Hiroshima. Địa hình thành phố hoàn toàn bằng phẳng. Hiroshima được Mori Motonari thành lập làm thủ phủ của mình. Khoảng nửa thế kỷ sau, sau trận chiến Sekigahara, cháu ông và lãnh đạo của Đội quân phía tây Mori Terumoto bị thất trận. Bên thắng trận Tokugawa Ieyasu tước hết mọi thái ấp của Mori Terumoto bao gồm cả Hiroshima giao Tỉnh Aki cho lãnh chúa (daimyo) (chư hầu ở Nhật Bản) khác đã ủng hộ mình.
Cuối cùng Asano được chỉ định là daimyo của khu vực này và Hiroshima trở thành thủ phủ của tỉnh Hiroshima trong thời đại Edo. Sau khi huyện bị bãi bỏ thành phố trở thành thủ phủ của tỉnh Hiroshima.

### Vụ ném bom nguyên tử
Xem bài chính Vụ ném bom nguyên tử xuống Hiroshima và Nagasaki

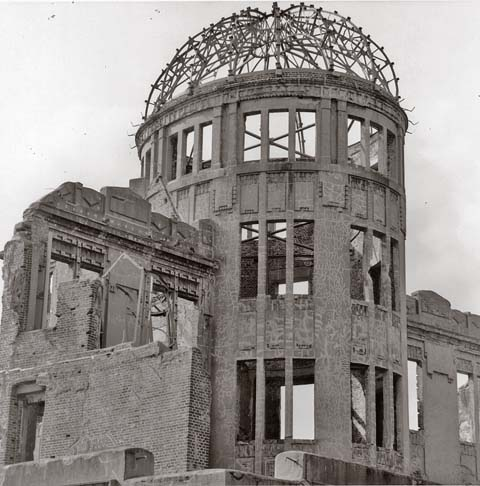
Mái vòm Bom Nguyên tử tại Khu tưởng niệm Hòa bình Hiroshima, một tàn tích của thành phố gần như bị san phẳng bởi vụ ném bom nguyên tử xuống đây

Đây là một trong hai thành phố trên thế giới đã từng bị ném bom nguyên tử. Quả bom mang tên "Little Boy" được máy bay "Enola Gay" của Không lực Hoa Kỳ thả xuống thành phố ngày 6 tháng 8 năm 1945, thời điểm sắp kết thúc Thế chiến thứ hai, giết chết ngay lập tức khoảng 80.000 người và phá hủy khoảng 68% các công trình xây dựng trong thành phố  Lưu trữ ngày 23 tháng 6 năm 2009 tại Wayback Machine  Lưu trữ ngày 11 tháng 3 năm 2007 tại Wayback Machine. Trong các tháng tiếp theo, ước tính có 60.000 người nữa chết vì thương tích do nhiễm độc phóng xạ Lưu trữ ngày 14 tháng 12 năm 2006 tại Wayback Machine. Kể từ 1945, thêm nhiều ngàn hibakusha đã chết vì bệnh tật do nhiễm phóng xạn quả bom nguyên tử gây ra.
Sau 1945, Hiroshima được xây dựng lại và tòa nhà còn lại gần nơi bom phát nổ nhất trở thành Genbaku Dome (原爆ドーム) hay là "Vòm bom nguyên tử", còn gọi là Khu tưởng niệm Hòa bình Hiroshima. Chính quyền thành phố tiếp tục ủng hộ sự loại trừ hoàn toàn tất cả vũ khí nguyên tử.

## Các khu hành chính

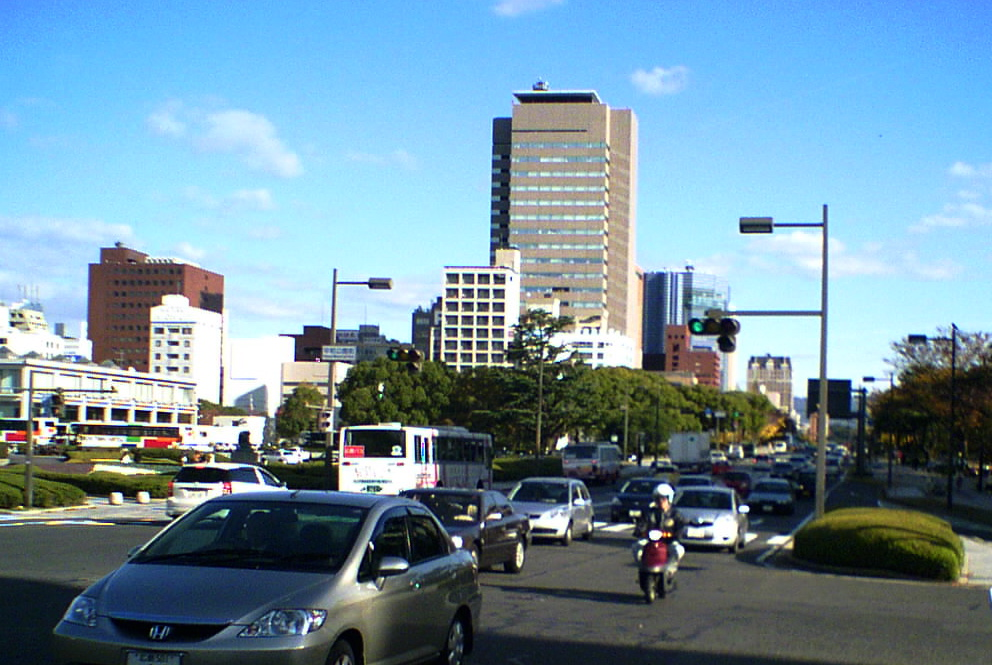
Hiroshima's Skyline

Hiroshima có 6 khu hành chính (行政区 gyōseiku):
| Emblem | Khu          | Dân số  | Diện tích (km²) | Mật độ (trên km²) | Chú thích                       |
| ------ | ------------ | ------- | --------------- | ----------------- | ------------------------------- |
|        | Aki-ku       | 78.176  | 94,01           | 832               | Population vào 31 tháng 10 2006 |
|        | Asakita-ku   | 156.368 | 353,35          | 443               | Population vào 31 tháng 10 2006 |
|        | Asaminami-ku | 220.351 | 117,19          | 1.880             | Population vào 31 tháng 10 2006 |
|        | Higashi-ku   | 122.045 | 39,38           | 3.099             | Population vào 31 tháng 10 2006 |
|        | Minami-ku    | 138.138 | 26,09           | 5.295             | Population vào 31 tháng 10 2006 |
|        | Naka-ku      | 125.208 | 15,34           | 8.162             | Population vào 31 tháng 10 2006 |
|        | Nishi-ku     | 184.881 | 35,67           | 5.183             | Population vào 31 tháng 10 2006 |
|        | Saeki-ku     | 135.789 | 223,98          | 606               | Population vào 31 tháng 10 2006 |

### Sau chiến tranh

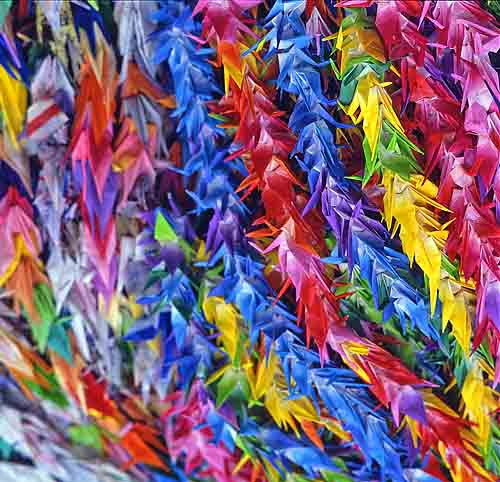
Sadako Sasaki (những con nhạn giấy) để cầu khấn cho hòa bình

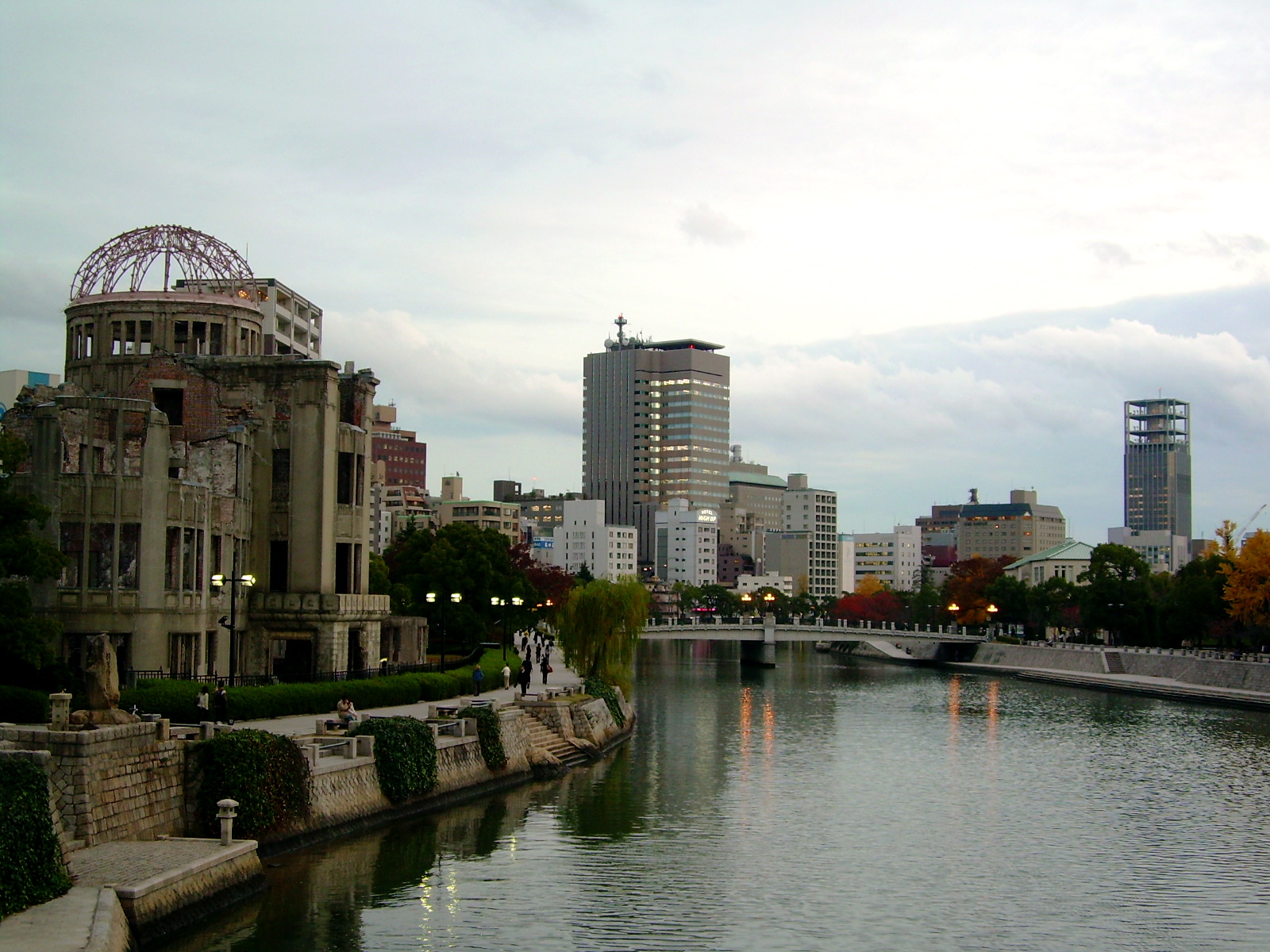
Mái vòm Bom nguyên tử hiện nay (phía trái) và các tòa nhà hiện đại

## Các thành phố kết nghĩa
Hiroshima có nhiều thành phố kết nghĩa  Lưu trữ ngày 1 tháng 3 năm 2007 tại Wayback Machine:
- Montréal, Québec, Canada
- Trùng Khánh, Trung Quốc
- Daegu, Hàn Quốc
- Hannover, Đức
- Harrisburg, Pennsylvania, Hoa Kỳ
- Honolulu, Hawaii, Hoa Kỳ
- Volgograd, Nga